# Maylin Wende

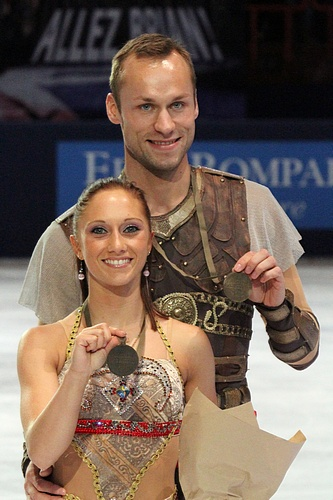
Maylin Hausch und Daniel Wende bei 2010 Trophée Eric Bompard

Maylin Wende, geb. Hausch (* 22. September 1988 in Stuttgart) ist eine deutsche Eiskunstläuferin.
Sie begann 1992 mit dem Eiskunstlaufen. Ihr erster Partner bei den Sportpaaren war Steffen Hörmann. Das Paar wurde 2006 Deutscher Juniorenmeister. Kurz danach trennte sich das Paar, weil Steffen Hörmann mit dem Eiskunstlaufen ganz aufhörte. Anschließend fand Maylin Hausch zunächst keinen Eislaufpartner und startete daher wieder im Einzellauf. Ab September 2008 lief sie zusammen mit Daniel Wende.
Maylin Hausch und Daniel Wende erreichten bei den Olympischen Winterspielen 2010 in Vancouver Platz 17 und bei den Olympischen Winterspielen 2014 in Sotschi Platz 13.
Maylin und Daniel Wende starteten für den EC Oberstdorf. Sie wurden dort von Karel Fajfr trainiert.
Seit dem 6. Juni 2013 sind Maylin und Daniel verheiratet. Im Jahr 2000 spielte sie im Kurzfilm Moianacht die Rolle der Julia.
Zum Ende der Saison 2013/14 beendeten Maylin und Daniel Wende ihre Karriere als aktive Läufer. Beide arbeiten nun als Trainer am Eissportzentrum Oberstdorf.

## Erfolge/Ergebnisse
(mit Daniel Wende)
| Wettbewerb/Saison        | 2008/09 | 2009/10 | 2010/11 | 2011/12 | 2012/13 | 2013/14 |
| ------------------------ | ------- | ------- | ------- | ------- | ------- | ------- |
| Olympische Winterspiele  | –       | 17      | –       | –       | –       | 13      |
| Weltmeisterschaften      | 15      | 14      | 12      | 13      | –       | 13      |
| Europameisterschaften    | 8       | 7       | 6       | 7       | –       | 6       |
| Deutsche Meisterschaften | 2       | 1       | –       | 1       | –       | 2       |
| Skate America            | –       | –       | –       | 8       | –       |         |
| Cup of Russia            | –       | –       | –       | N       | –       |         |
| Trophée Eric Bompard     | –       | –       | 3       | –       | –       |         |
| NHK Trophy               | –       | –       | 7       | –       | –       |         |
| Nebelhorn Trophy         | –       | 7       | 5       | 4       | –       | 2       |
| Ondrej Nepela Memorial   | –       | 1       |         |         | –       |         |
| NRW Trophy               |         |         |         |         |         | 2.      |

N = gemeldet, jedoch nicht angetreten wegen einer Fußverletzung Hauschs